# Cycloctenus flavus
Cycloctenus flavus là một loài nhện trong họ Deinopidae.
Loài này thuộc chi Cycloctenus. Cycloctenus flavus được miêu tả năm 1981 bởi Hickman.